# Župnija Šmiklavž pri Slovenj Gradcu
Župnija Šmiklavž pri Slovenj Gradcu je rimskokatoliška teritorialna župnija dekanije Stari trg koroškega naddekanata, ki je del nadškofije Maribor.
Župnijska cerkev je cerkev sv. Miklavža.